# Crisisbestrijdingsplan
Een crisisbestrijdingsplan is een gedetailleerde uitwerking van een crisisbeheersingsplan. Een crisisbeheersingsplan beschrijft de procedures bij rampen in het algemeen, terwijl een crisisbestrijdingsplan zich op detailniveau richt op een specifiek soort ramp of locatie. Hierbij kan worden gedacht aan een crisisbestrijdingsplan hoogwater of crisisbestrijdingsplan voor de blokkades van hoofdvaarwegen.
Een crisisbeheersingsplan en een crisisbestrijdingsplan zijn varianten op het rampenplan en het rampenbestrijdingsplan maar richten zich nadrukkelijker ook op dreigingen (van terroristische aanslagen), verstoring van de openbare orde (blokkades, demonstraties etc.) en de rechtsorde (gijzelingen, kapingen, bommelding et cetera), terwijl een rampenplan en rampenbestrijdingsplan zich vooral beperken tot fysieke veiligheidsrisico's (zoals brand).